# ロビン・フッド (小惑星)
ロビン・フッド (18932 Robinhood) は小惑星帯に位置する小惑星。オーストラリア、クイーンズランド州のリーディ・クリーク天文台 (Reedy Creek Observatory) でジョン・ブロートンが発見した。
中世イングランドの伝説上の義賊、ロビン・フッドに因んで命名された。